# ルキウス・ホルテンシウス
ルキウス・ホルテンシウスラテン語: Lucius Hortensius、生没年不明）は、紀元前2世紀後期の共和政ローマの政治家。紀元前108年の執政官（コンスル）に当選したが、就任後すぐあるいは就任前に解任された。プラエノーメン（第一名、個人名）はクィントゥスである可能性もある。

## 出自
ホルテンシウスはプレブス（平民）であるホルテンシウス氏族の出身であるが、カピトリヌスのファスティの父および祖父、さらには本人のプラエノーメンも不明である。

## 経歴
紀元前121年頃、ホルテンシウスはアシア属州総督クィントゥス・ムキウス・スカエウォラのレガトゥス（軍団副司令官）を務め、またスカエウォラの裁判の際には証人として出廷している。
ホルテンシウス紀元前111年にはプラエトル（法務官）に就任し、シキリア属州に総督として赴任した。このとき、穀物の調達に関して公平であったという。
紀元前109年末の執政官選挙に出馬し、セルウィウス・スルピキウス・ガルバと共に当選するが、おそらくは選挙違反で有罪となり、就任前あるいは就任直後に解任された。ホルテンシウスは追放刑が宣告されるが、おそらくその前にローマ市民権も剥奪されたと思われる。補充執政官にはマルクス・アウレリウス・スカウルスが就任した。

## 家族
ホルテンシウスはガイウス・センプロニウス・トゥディタヌスの娘センプロニアと結婚した。両者の間には、有名な弁論家で紀元前69年には執政官に就任するクィントゥス・ホルテンシウス・ホルタルス、ルキウス（第一次ミトリダテス戦争時のレガトゥス）、マルクス・ウァレリウス・メッサッラの妻となるホルテンセが生まれた。なお、クィントゥスは息子ではなく甥との説もある。

## 参考資料

### 古代の資料
- マルクス・トゥッリウス・キケロ『ウェッレス弾劾演説』
- マルクス・トゥッリウス・キケロ『アッティクス宛書簡集』

### 研究書
- Broughton, T. Robert S., The Magistrates of the Roman Republic, Vol I (1951)
- Swan, Michael, The Consular Fasti of 23 BC and the Conspiracy of Varro Murena, Harvard Studies in Classical Phililogy, Volume 71, 1967, pgs. 235 - 247